# Nashua (Iowa)
Nashua – miasto w Stanach Zjednoczonych, w stanie Iowa, w hrabstwie Chickasaw. W 2000 roku liczyło 1 618 mieszkańców.